# 大竹利典
大竹利典源健之（1926年3月10日—2021年6月7日），簡稱大竹利典，生於日本，日本劍術家，為天真正傳香取神道流師範。

## 生平
16歲時開始學習日本劍術。
居住在日本千葉縣成田市。